# Ázerbájdžánská národní galerie
Ázerbájdžánská národní galerie (azersky Azərbaycan Milli İncəsənət Muzeyi) je největší galerie v Ázerbájdžánu. Byla založena v roce 1936 v Baku a v roce 1943 byla pojmenována po Rustamovi Mustafajevovi, prominentním ázerbájdžánském scénickém výtvarníkovi a divadelním umělci. Muzeum se skládá ze dvou budov z 19. století stojících vedle sebe. Sbírka zahrnuje přes 15 000 uměleckých děl. V 60 místnostech je stálá expozice více než 3000 položek. V depozitáři je uloženo asi 12 000 položek. Muzeum pravidelně obměňuje exponáty, aby bylo možné dočasně vystavit více děl.

## Historie
V roce 1936 se Sovět národních komisařů Ázerbájdžánské SSR rozhodl vydělit umělecké oddělení z Ázerbájdžánského státního muzea a ustavit jej jako nezávislé muzeum. Navíc byly zakoupeny další exponáty. Slavnostní zahájení první výstavy muzea se konalo v roce 1937 a v roce 1951 bylo muzeum přesunuto do novobarokního paláce De Bour postaveného na konci 19. století.
V roce 2006 byla budova důkladně zrekonstruována a v roce 2009 proběhlo otevření nové výstavy. Roku 2011 muzeum získalo nejprve národní a poté evropskou certifikaci Evropského muzejního standardu (EUMS), protože splňuje mezinárodní standardy a kritéria, což znamená vysoce kvalitní a profesionální muzejní služby; certifikace byla udělena jednomyslným rozhodnutím představenstva Evropské hospodářské komory obchodu, obchodu a průmyslu (EEIG), nevládní organizace se sídlem v Bruselu.
V knihovně muzea je přibližně 9000 vědeckých knih, monografií, katalogů, alb a další odborné literatury. Je zde také sbírka vzácných starých dokumentů.
Exponáty ve sbírce Ázerbájdžánské národní galerie zahrnují starožitná umělecká díla, z nichž nejstarší pocházejí ze 4. století před naším letopočtem. Keramické misky zdobené archaickými ornamenty byly nalezeny v Nachičevanu, Mingačeviru, Fuzuli a Chanlaru (nyní Göygöl); dále zde jsou ozdobné lampy a prosklené dlaždice z období Seldžuků; části vlysů z hradu Bajil ze 13. století; truhly ze 14.-18. století nalezené v Abšeronu a Šamachi; kvalitní koránské rukopisy a knihy o astrologii ze 16. století; originální tabrízské miniatury ze 17. až 18. století malované temperou, zlatem a vodovými barvami; obrazy a jiná díla slavných místních umělců od nejstarších dob po současníky; dál umělecké kovové předměty ze 16. a 17. století a vzorky původních textilií, výšivek, krojů, koberců a šperků z 18. až 20. století. Muzeum dále vlastní sbírku soch, obrazů, grafiky i užitého umění západní Evropy (Francie, Německo, Rakousko, Itálie, Řecko, Flandry, Dánsko, Španělsko), Východu (Írán, Turecko, Japonsko, Čína, Indie, Egypt, Střední východ) a Ruska.
Kromě koberců jsou zde vystaveny i jiné typy ázerbájdžánského dekorativního a užitého umění, jako jsou různé techniky vyšívání, uměleckého zpracování kovů, umělecké textilie, dřevořezby, šperky atd. Jsou zde i výšivky zlatou nití typu „gulabatin“, jež jsou v Ázerbájdžánu široce rozšířené a Šamachi, Šuša a Baku tradičně byly středisky tohoto druhu uměleckého řemesla. Základem pro vyšívání zlatými a stříbrnými nitěmi byl červený a zelený samet. Klobouky a tzv. „arachiny“ byly ozdobeny růžicemi a medailony vyrobenými ze stylizovaných okvětních lístků a hvězd.

## Stálá výstava
Sedm sálů v první budově vystavuje evropské umění a deset sálů ruské umění. Evropské umění zahrnuje díla italská (Guercino, Leandro Bassano, Francesco Solimena, Lorenzo Bartolini), francouzská (Jules Dupré, Gaspard Dughet, Pascal Dagnan-Bouveret, Jean-Joseph Benjamin-Constant), nizozemská a vlámská (Frans Hals, Michiel Jansz van Mierevelt, Adriaen Brouwer, Adriaen van Ostade, Justus Sustermans, Pieter Claesz), německá (Johann Heinrich Roos, Friedrich August von Kaulbach) a polská (Jan Styka).
Ve druhé budově postavené v roce 1885 se nachází východní umění, zastoupené zejména perským, tureckým, čínským a japonským uměním. Ruské umění je zastoupeno zejména malbami Karla Brjullova Alexeje Venecianova, Vasilije Věreščagina, Isaaka Levitana, Vladimíra Makovského, Valentina Serova, Vladimira Borovikovského, Vasilije Tropinina, Konstantina Korovina a Ivana Šiškina. Jsou zde také ukázky ruské avantgardy.
Mezi zastoupenými ázerbájdžánskými umělci jsou malíři Mir Mohsun Navvab, Bahruz Kangarli, Tair Salachov, Azim Azimzade, Salam Salamzade, Vidadi Narimanbekov, Mikail Abdullajev, Togrul Narimanbekov a sochař Omar Eldarov. Díla Sattara Bahlulzadeho zaplňují celou jednu místnost.
Součástí muzea jsou také stojany a knižní miniatury ze 17. – 19. století, lakované miniatury z 18. – 19. století a sbírka lžiček na šerbet vyrobených z morušového dřeva.
První práce byly získány z Petrohradu, Moskvy a ze soukromých sbírek. Expozice muzea byly později vystaveny v Kanadě (1966), na Kubě (1967), Sýrii (1968), Francii (1969), v bývalém Československu a Alžírsku (obojí 1970), Iráku (1971) atd.

## Sbírka antického a středověkého umění Ázerbájdžánu
Tato sbírka zahrnuje umělecká díla ze starověku a středověku, včetně postav ptáků z Manny, ženských figur z 3.-1. století před naším letopočtem, různých starověkých nádob z různých částí Ázerbájdžánu, které byly nalezeny při vykopávkách, náhrobku ve tvaru koně atd. 

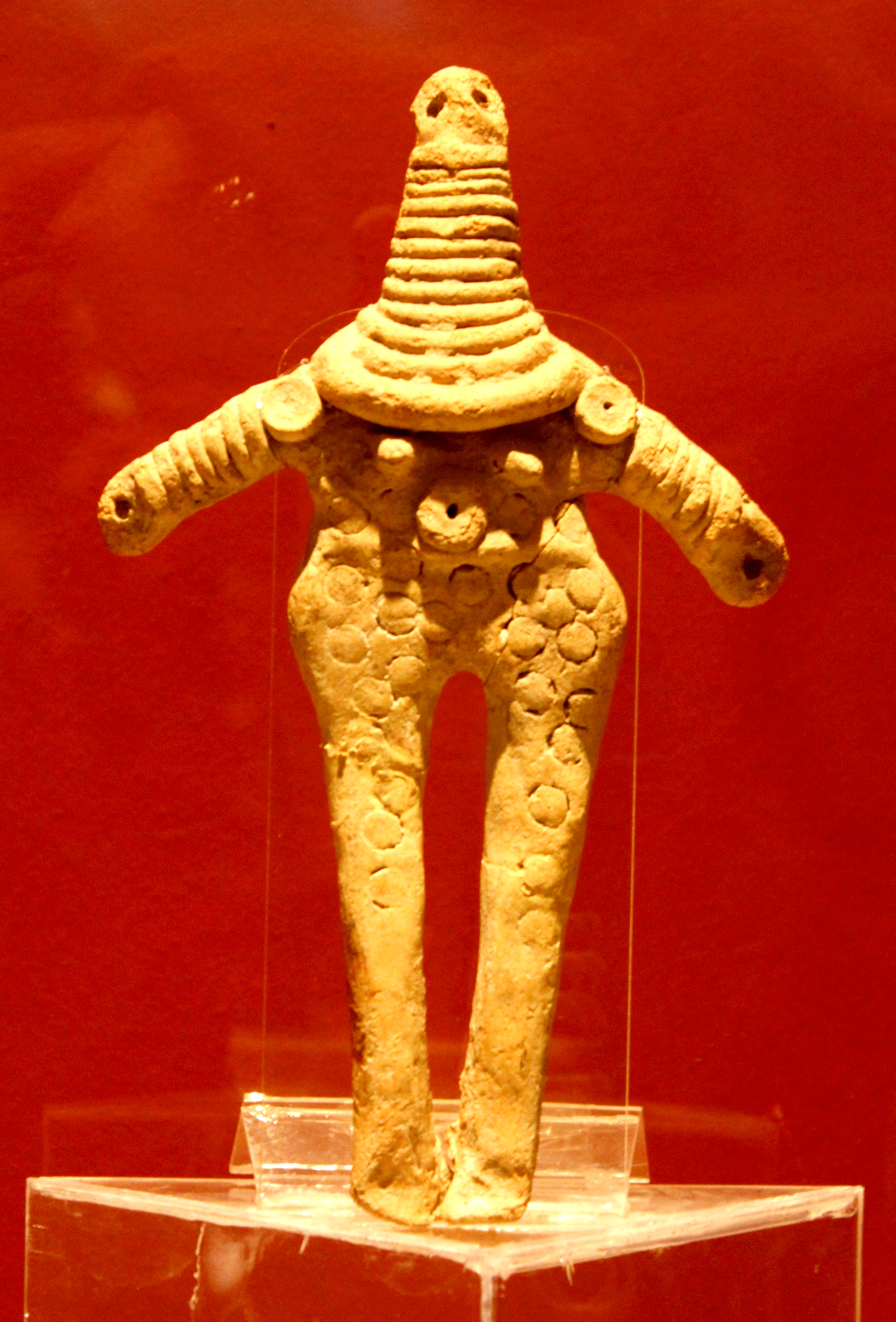
Ženská bohyně (Šaki)
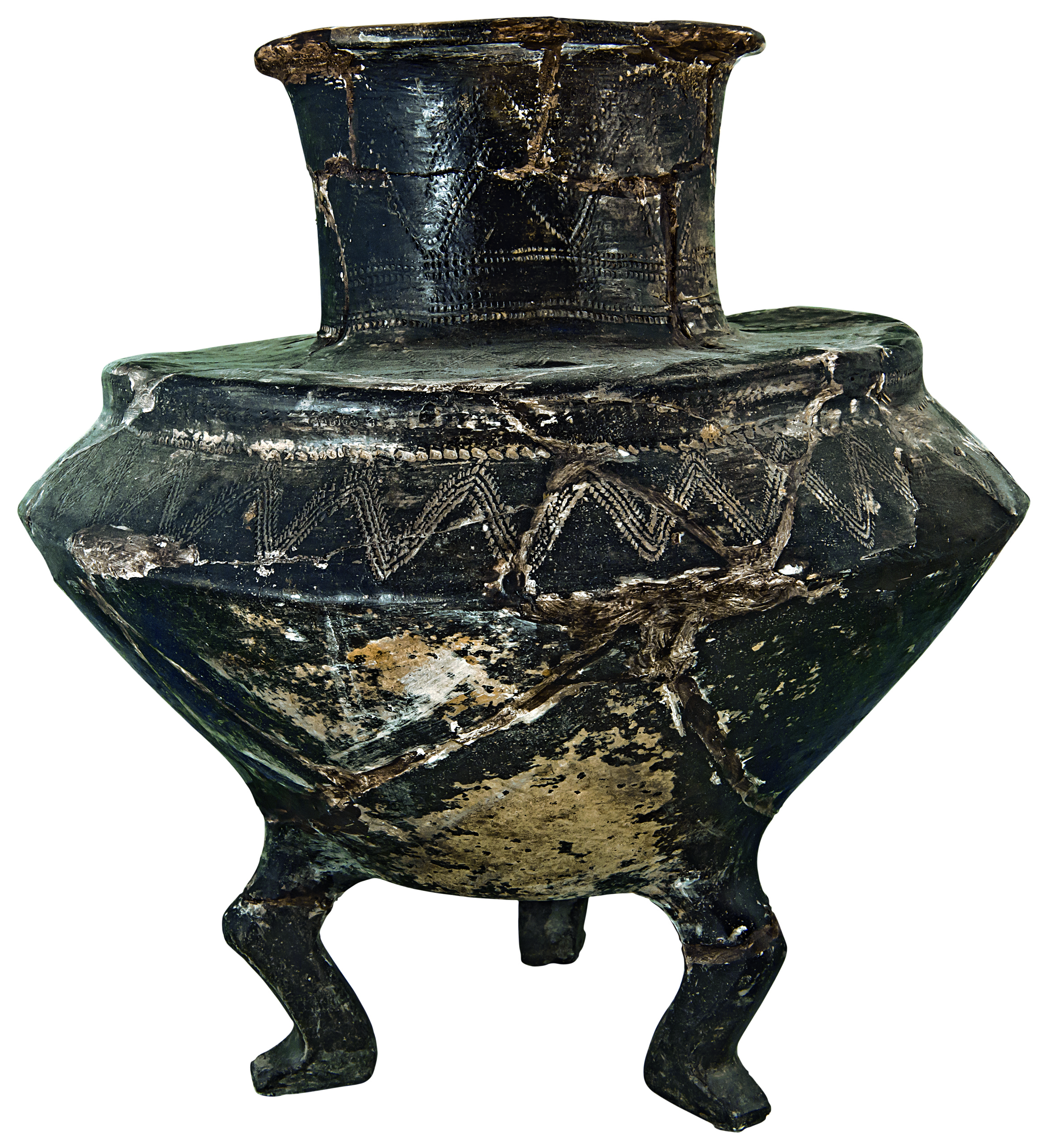
Keramická nádoba (Gabala)
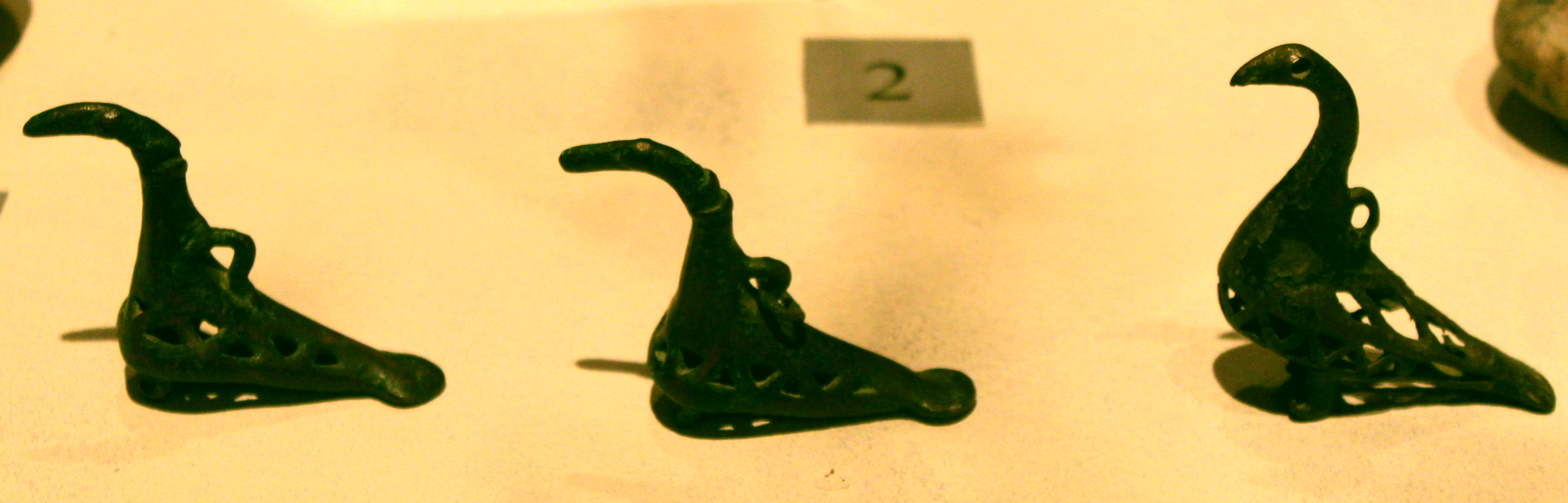
Ptáci (Nachičevan)
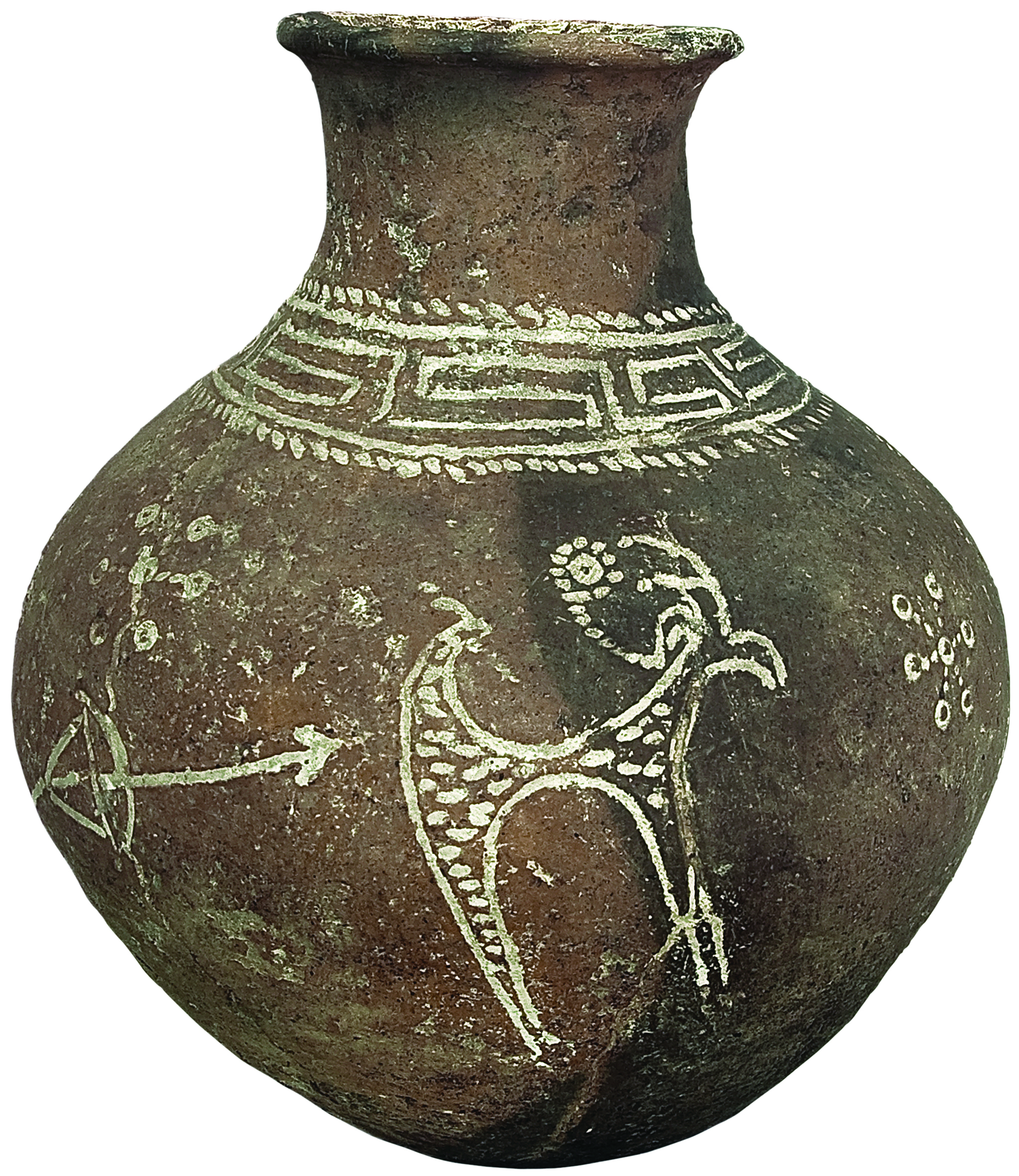
Keramická nádoba (Nachičevan)

## Sbírka koberců
Muzeum vystavuje staré koberce z různých regionů země. 

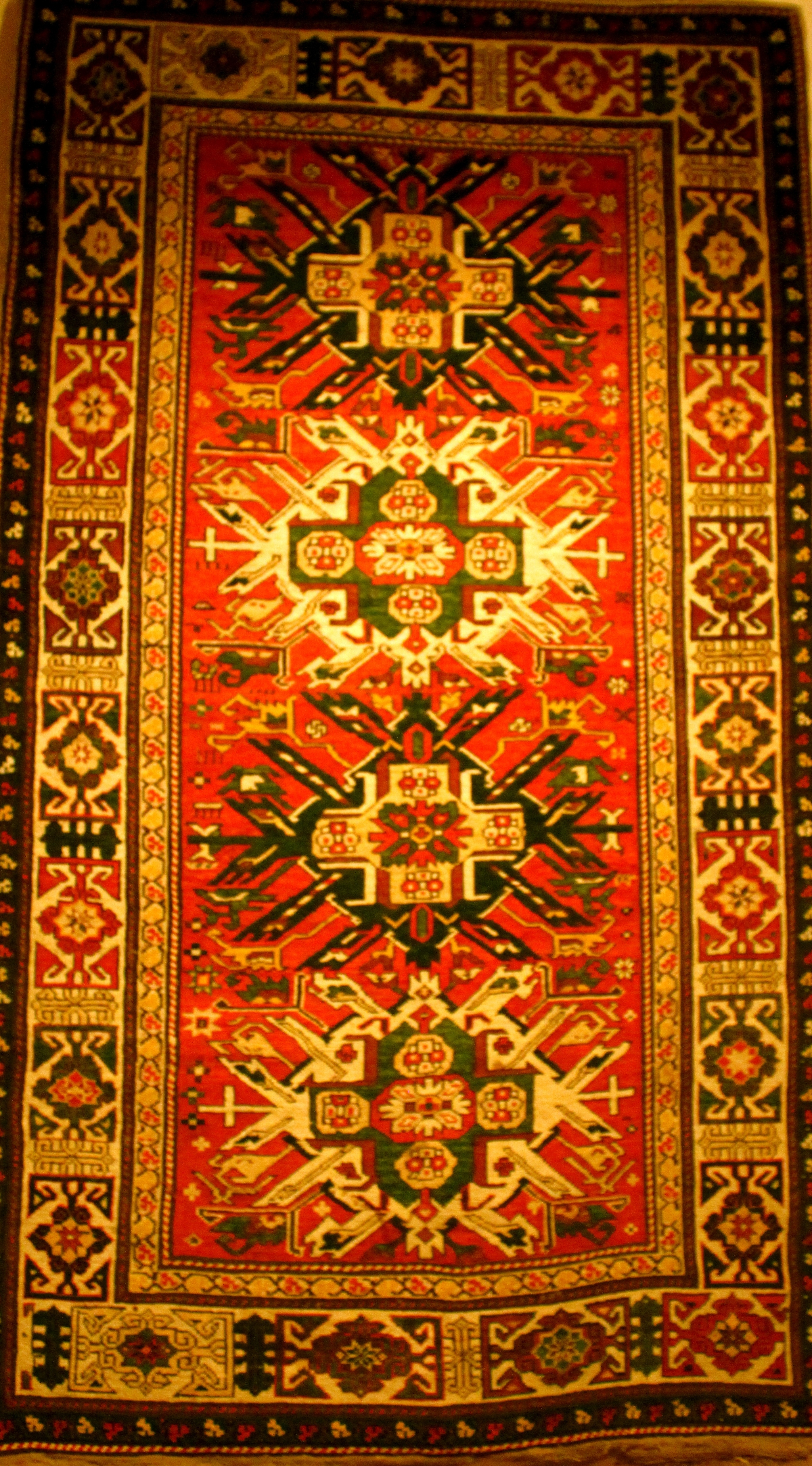
Koberec typu Gohar, 17. stol.
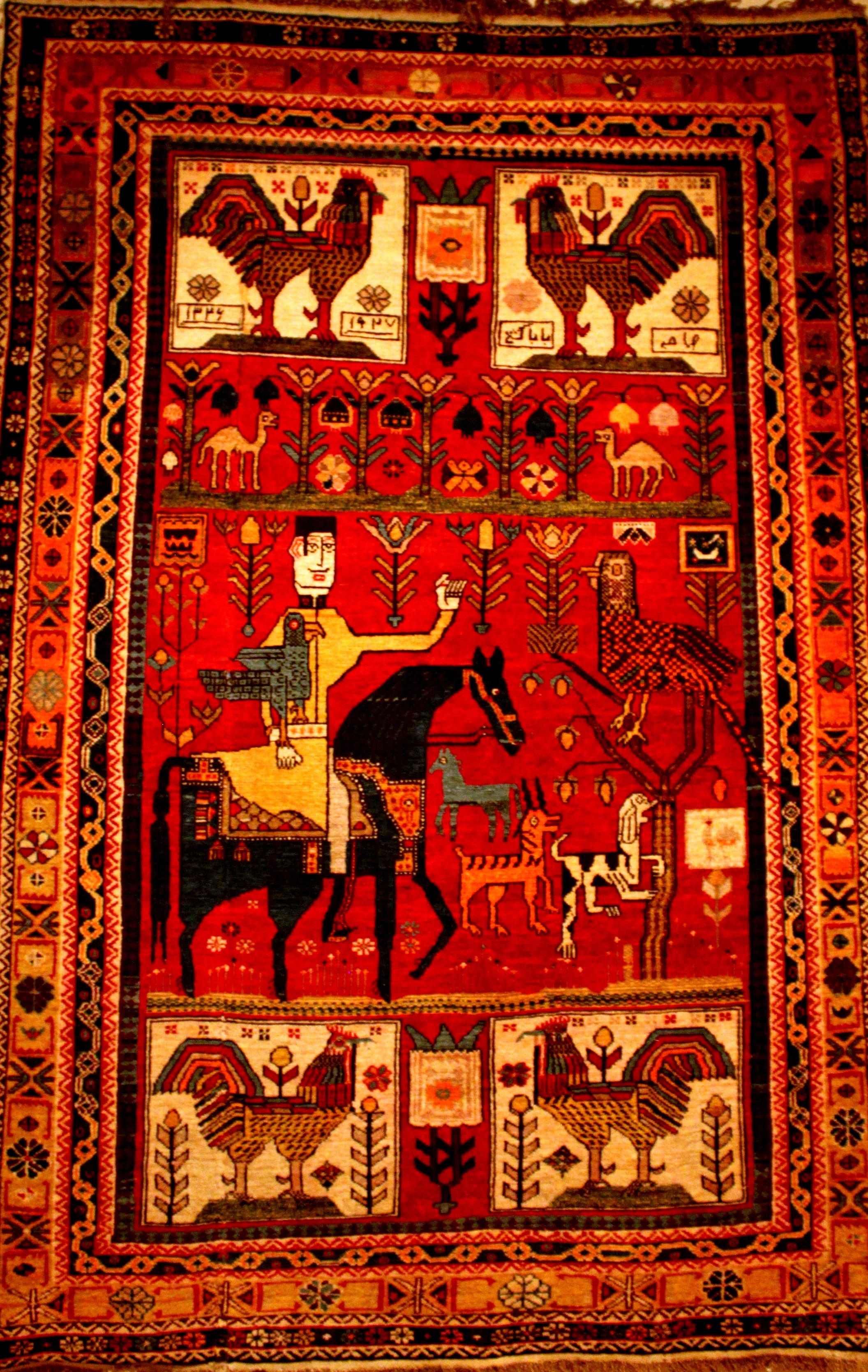
Koberec tabrízského typu
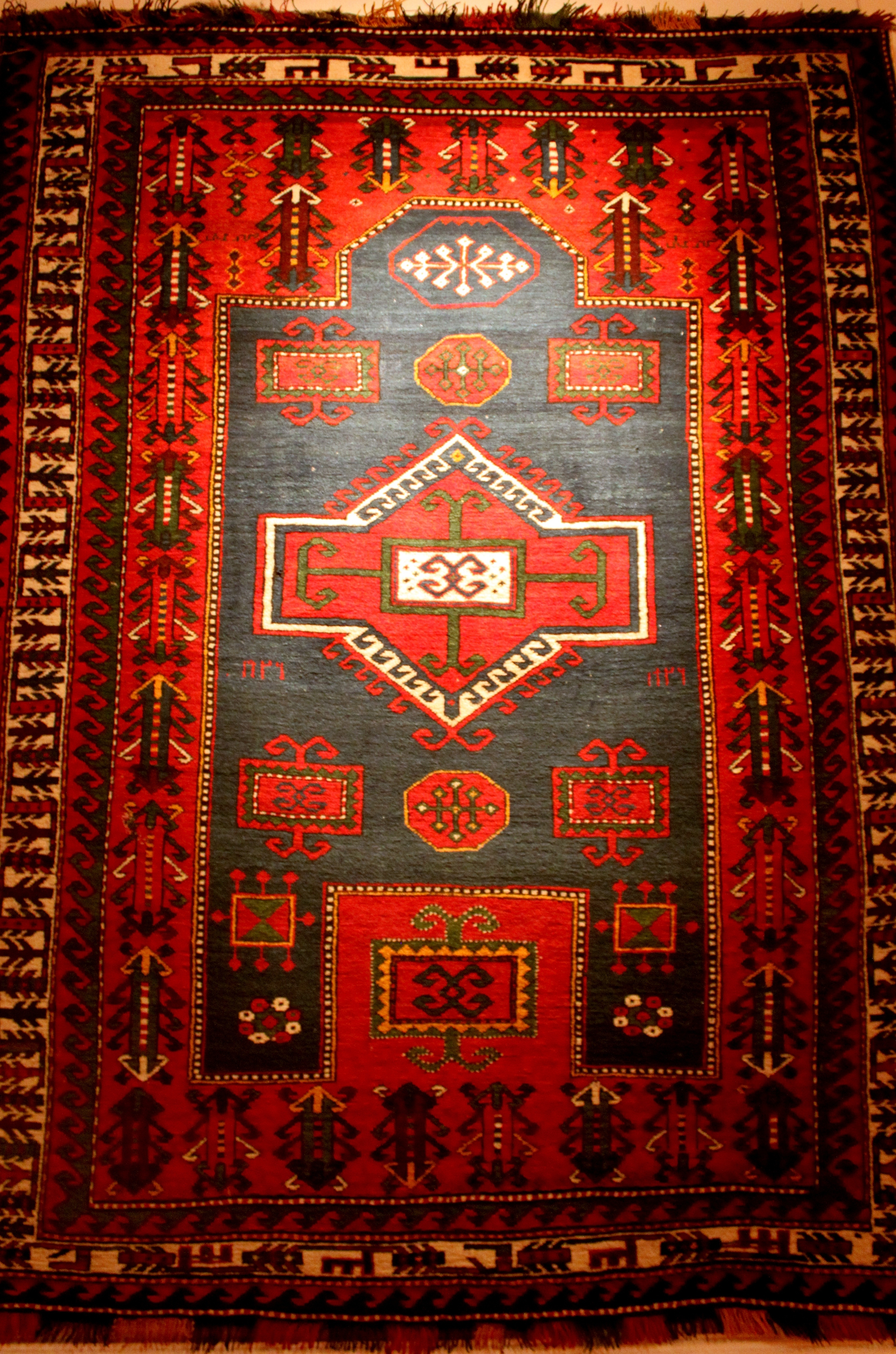
Koberec ganjaského typu

## Sbírka obrazů

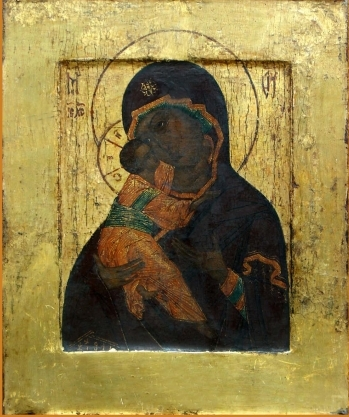
Vladimirská Bohorodička, konec 16. století
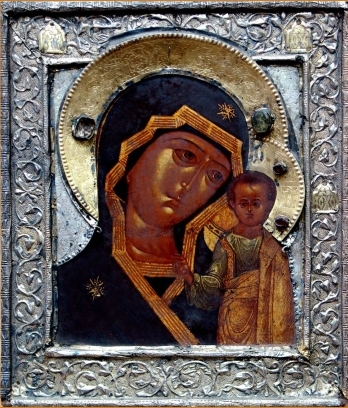
Kazaňská Bohorodička, konec 17. století
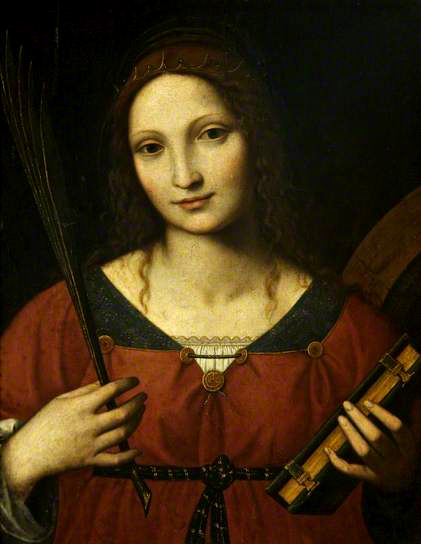
Bernardino Luini: Sv. Kateřina, 16. století
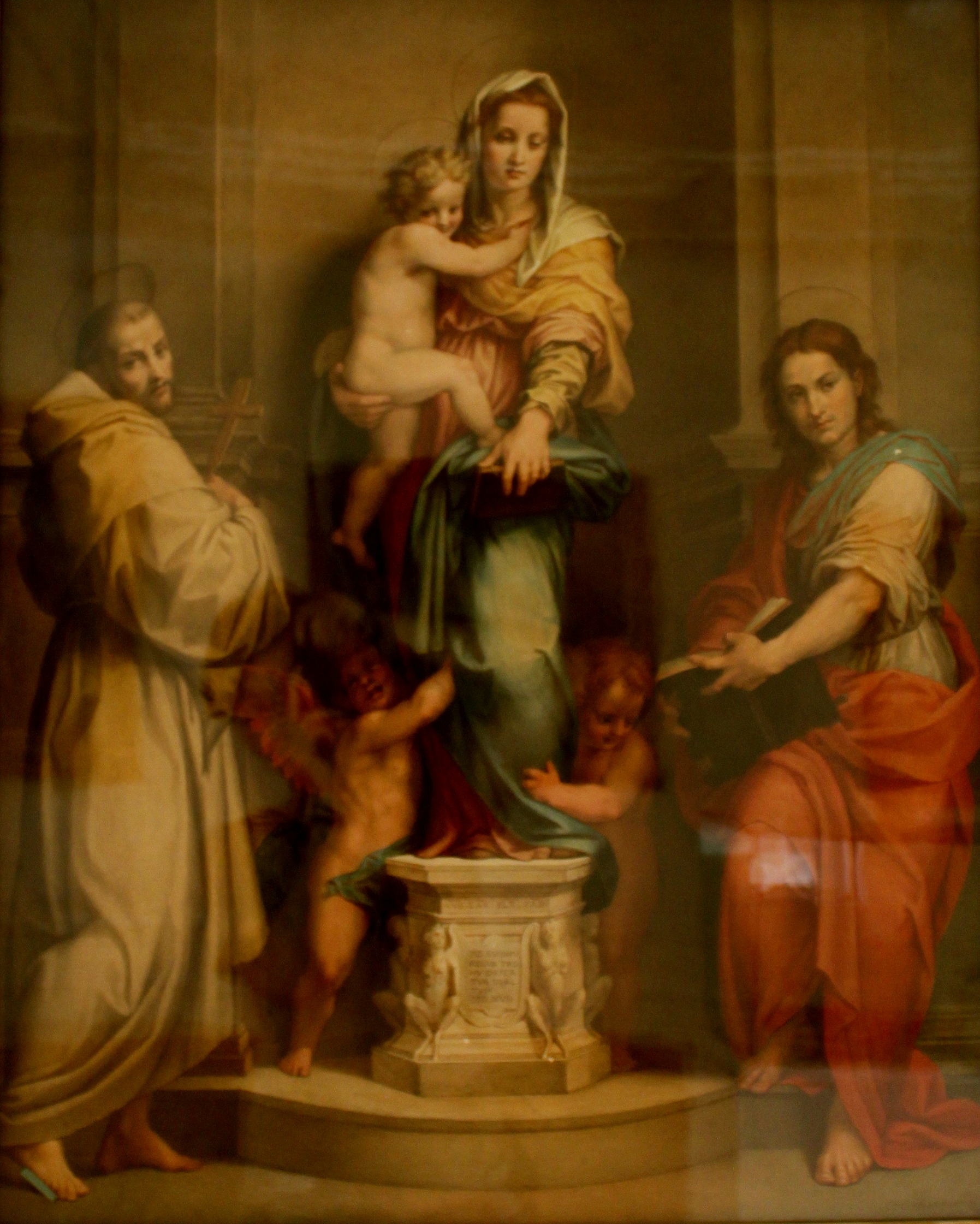
Andrea del Sarto: Madona s harpyjemi, 1517-1519
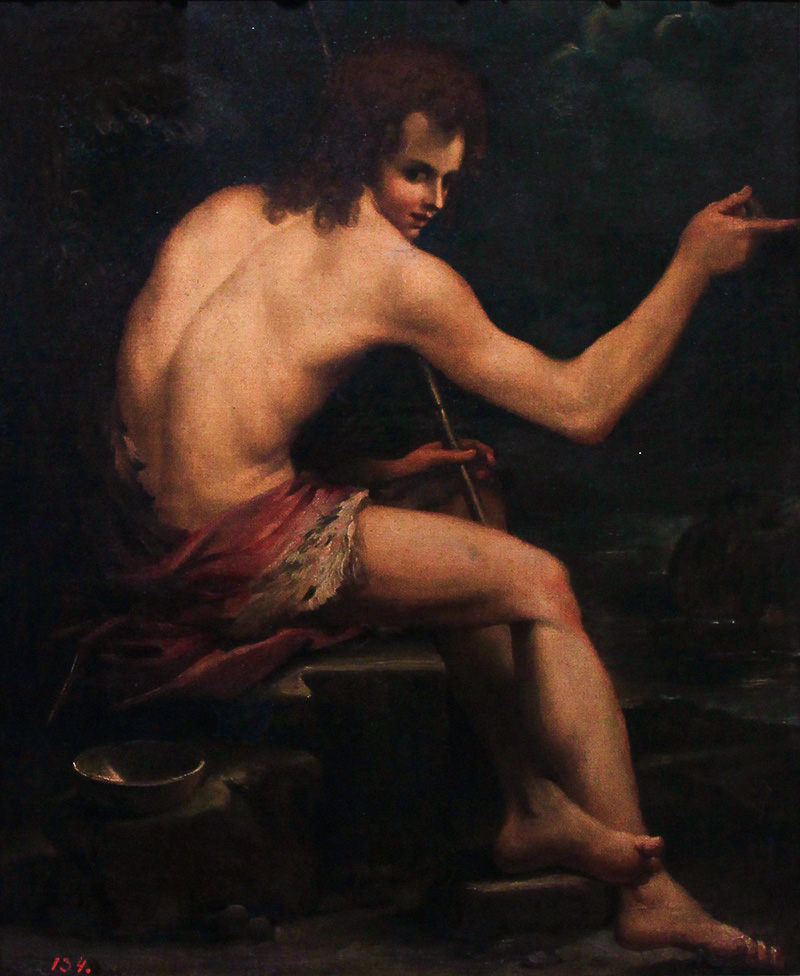
Bartolomeo Schedoni: Jan Křtitel, 17. století
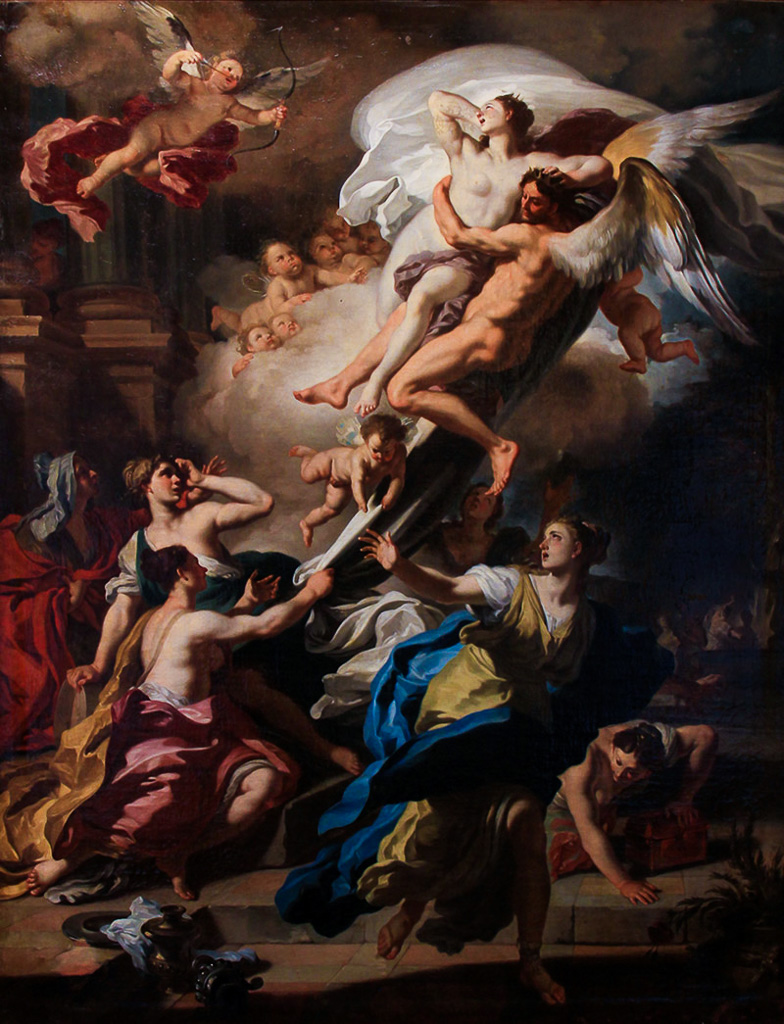
Francesco Solimena: Boreas unáší Oreithyi, dceru Erechteovu, 1729
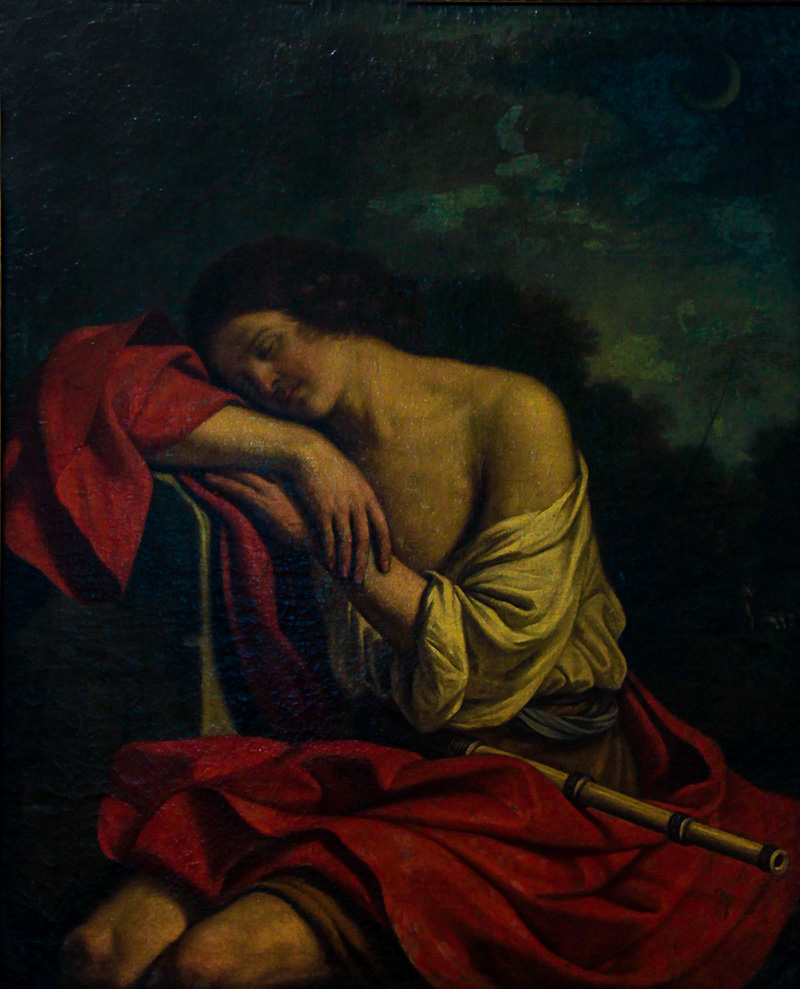
Guercino: Spící Endymion, 17. století
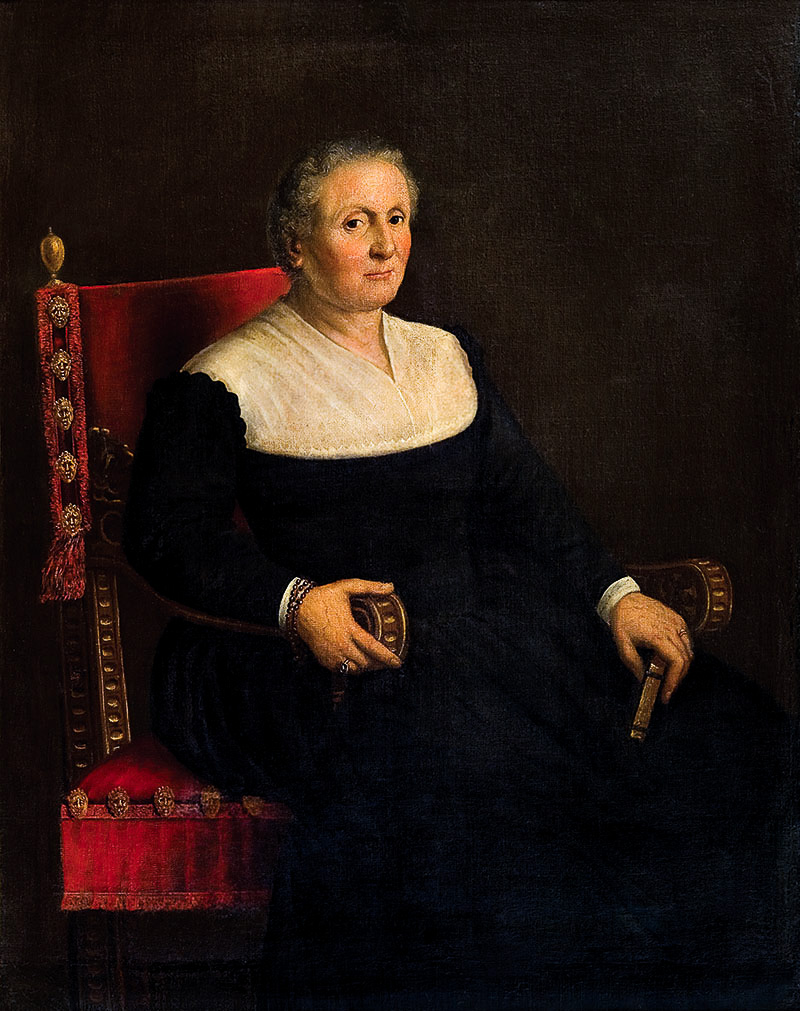
Leandro Bassano: Portrét staré ženy
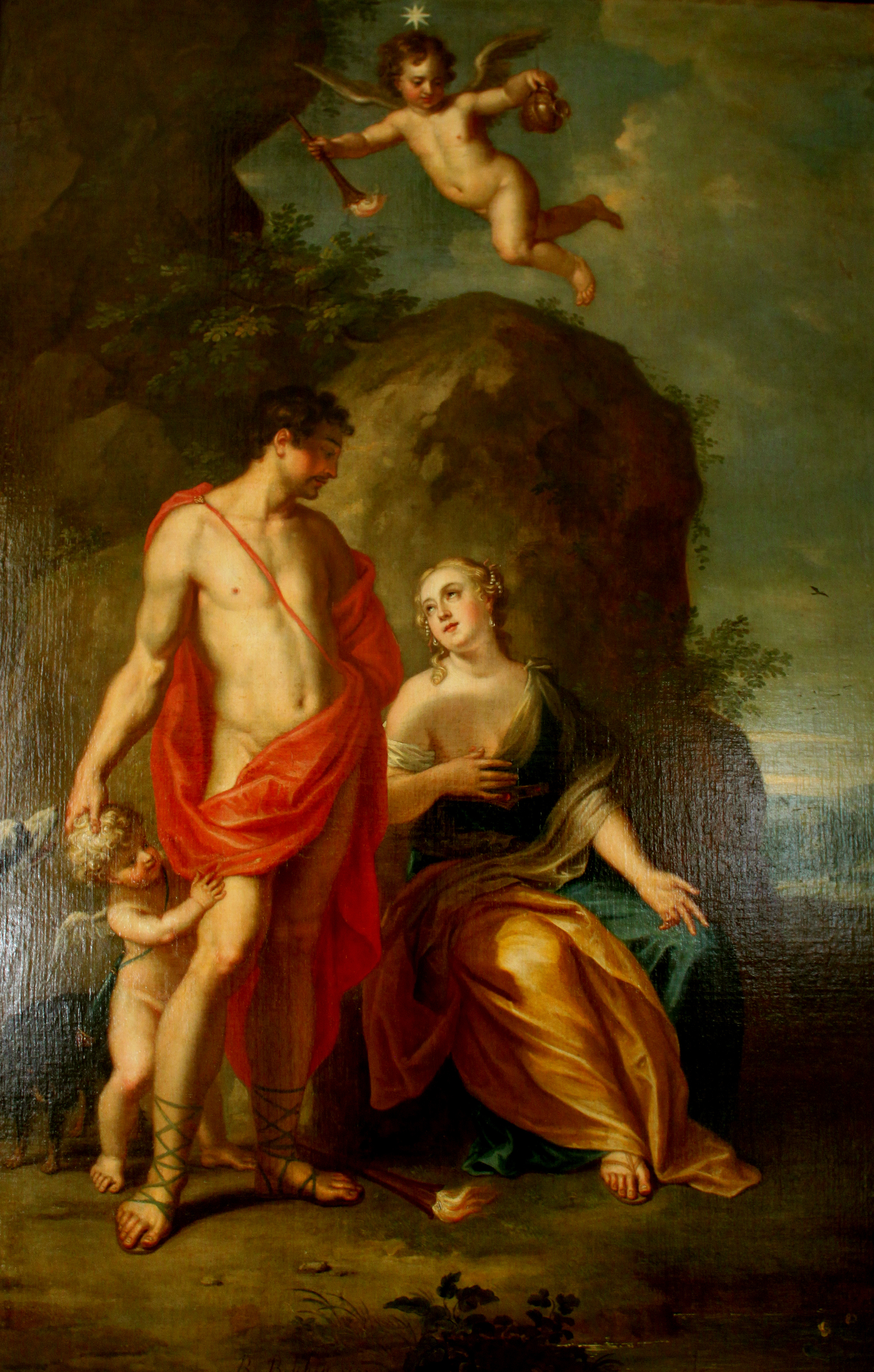
Balthasar Beschey: Venuše a Adonis
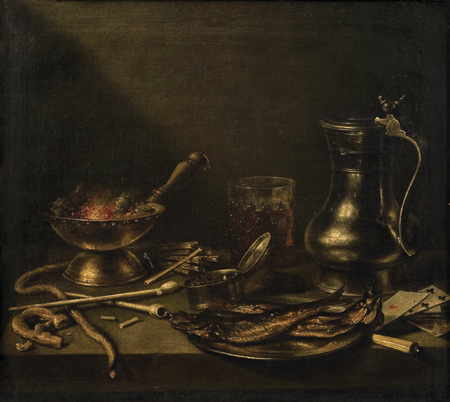
Pieter Claesz: Zátiší
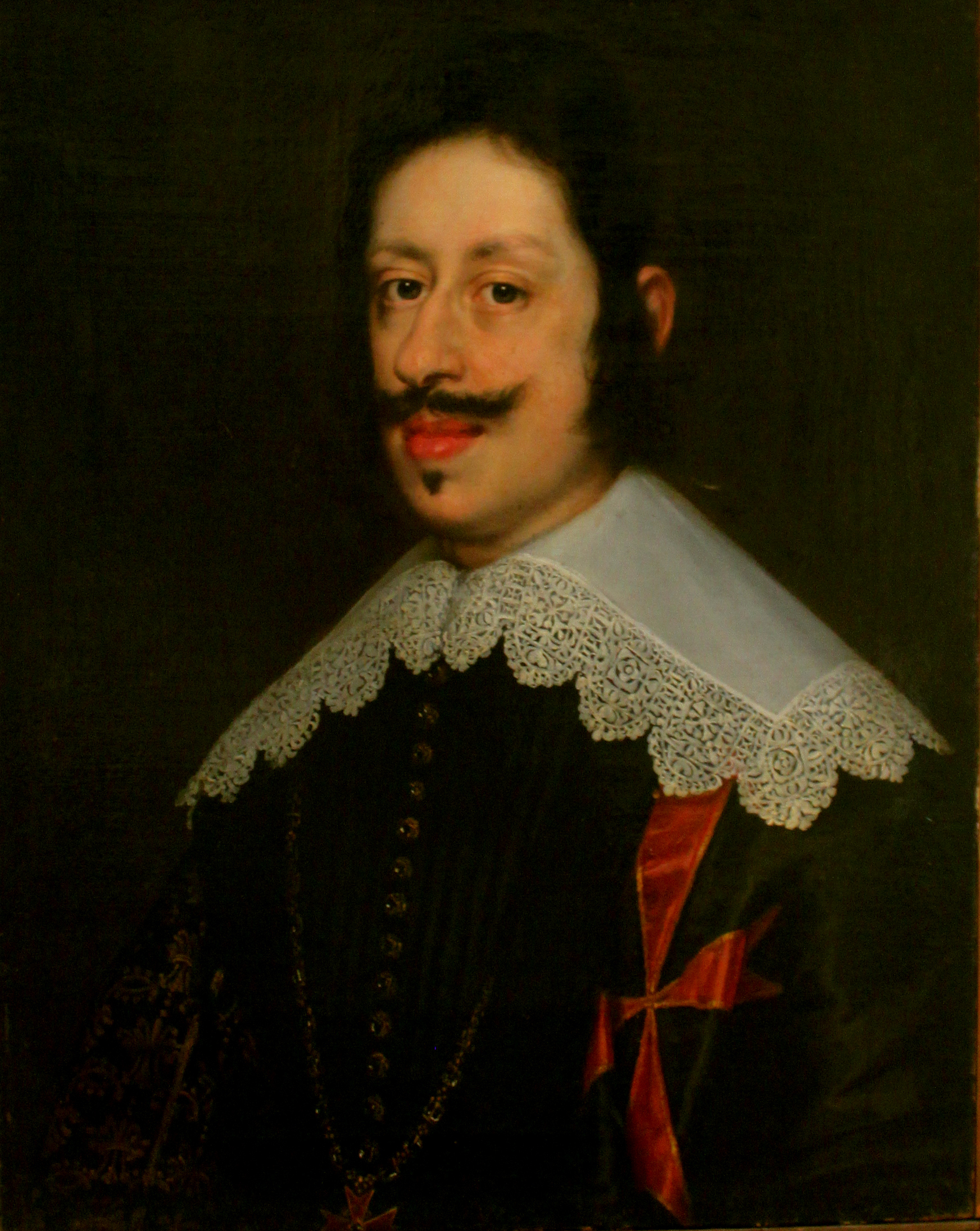
Justus Sustermans: Portrét F. Mediciho, 17. století
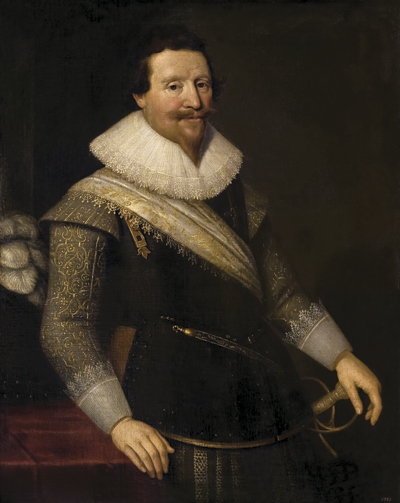
Michiel Jansz. Van Mierevelt: Vévoda z Valdštejna, 17. století
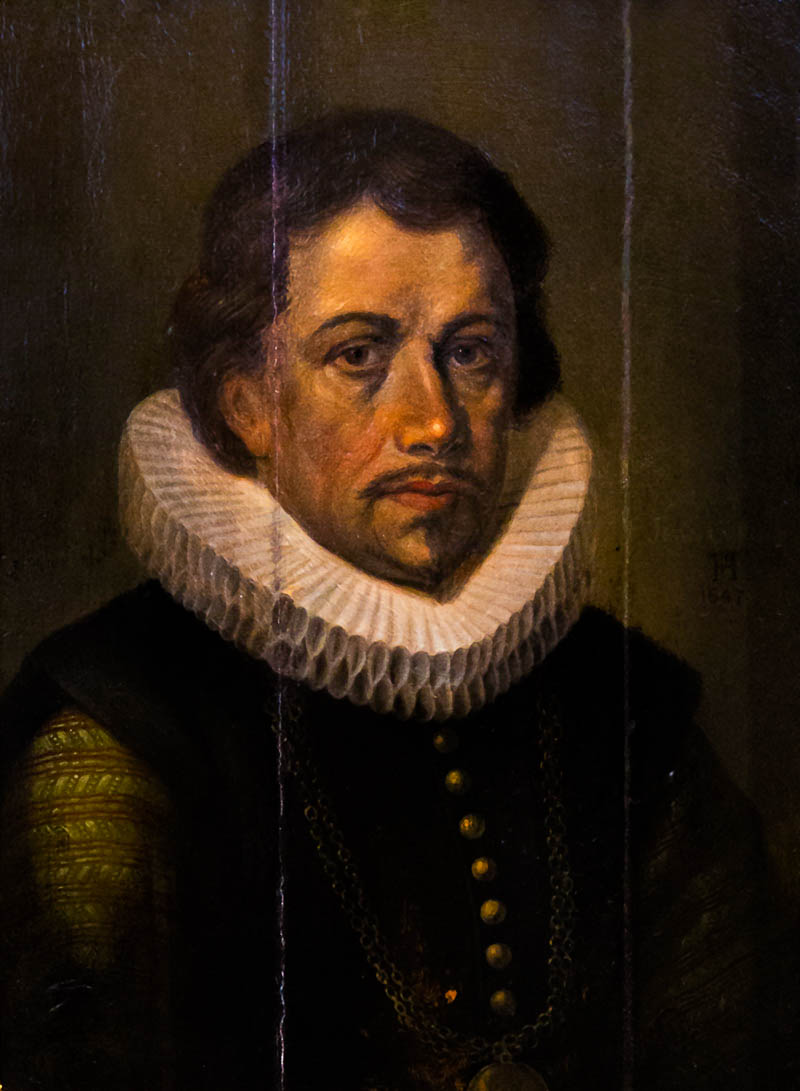
Frans Hals: Portrét muže
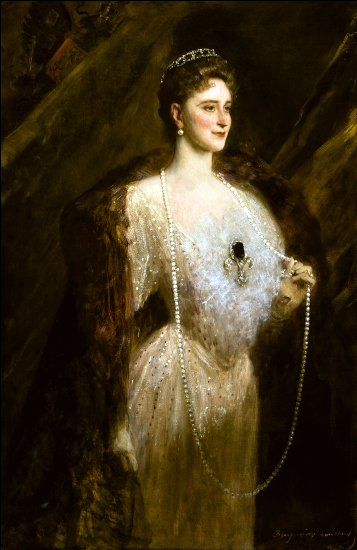
Jean-Joseph Benjamin-Constant: Portrét císařovny Alexandry Fjodrovny, 19. století
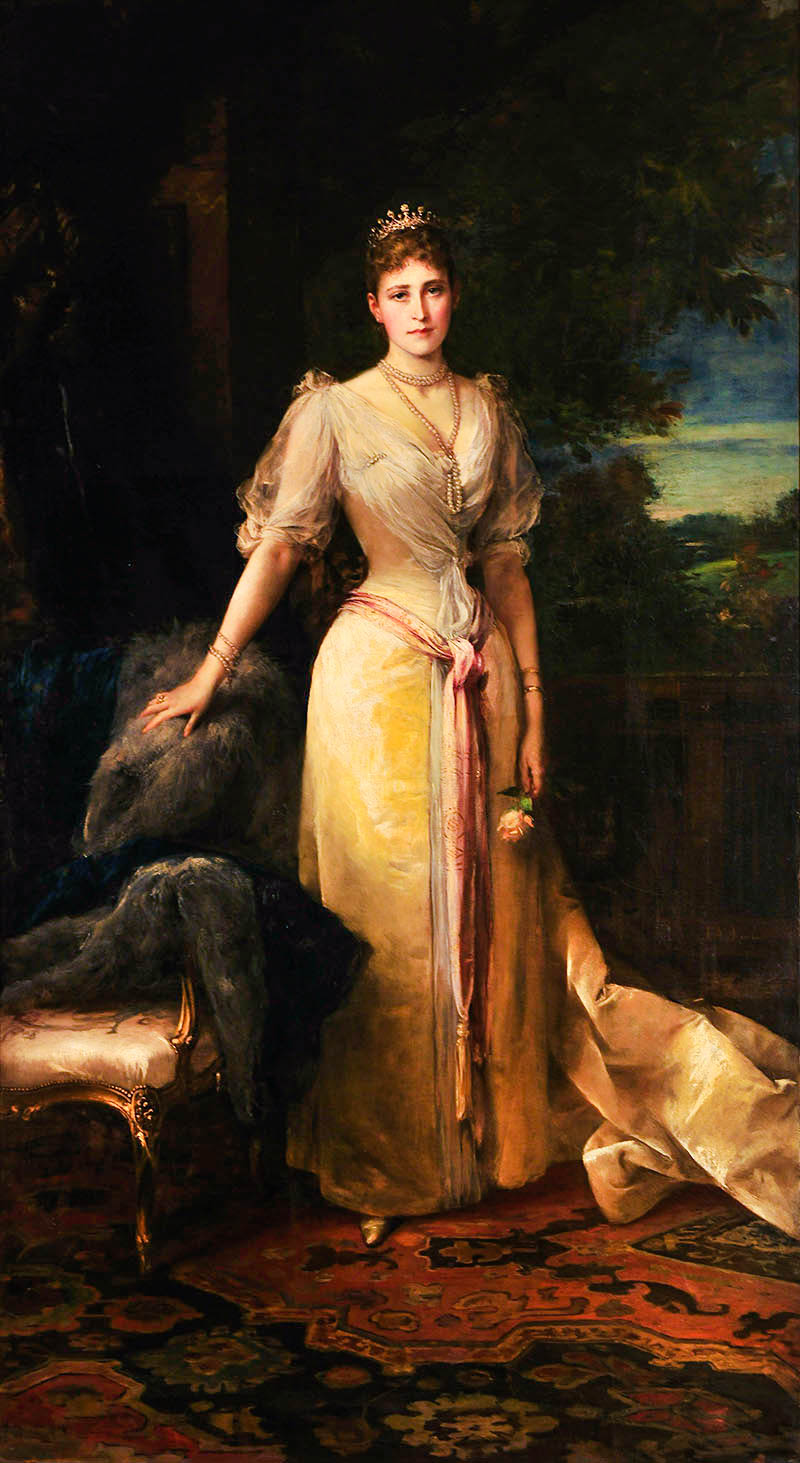
Friedrich August von Kaulbach: Portrét vévodkyně Alžběty Fjodorovny, 19. století
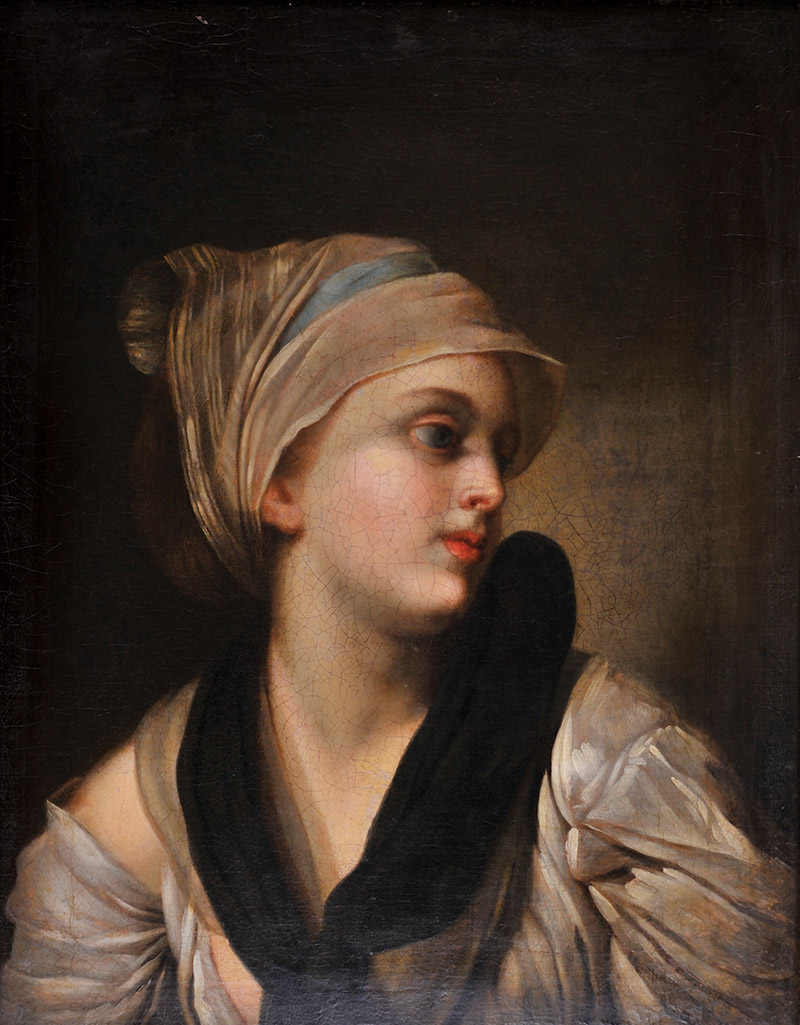
Jean-Baptiste Greuze: Portrét mladé ženy, 18. století
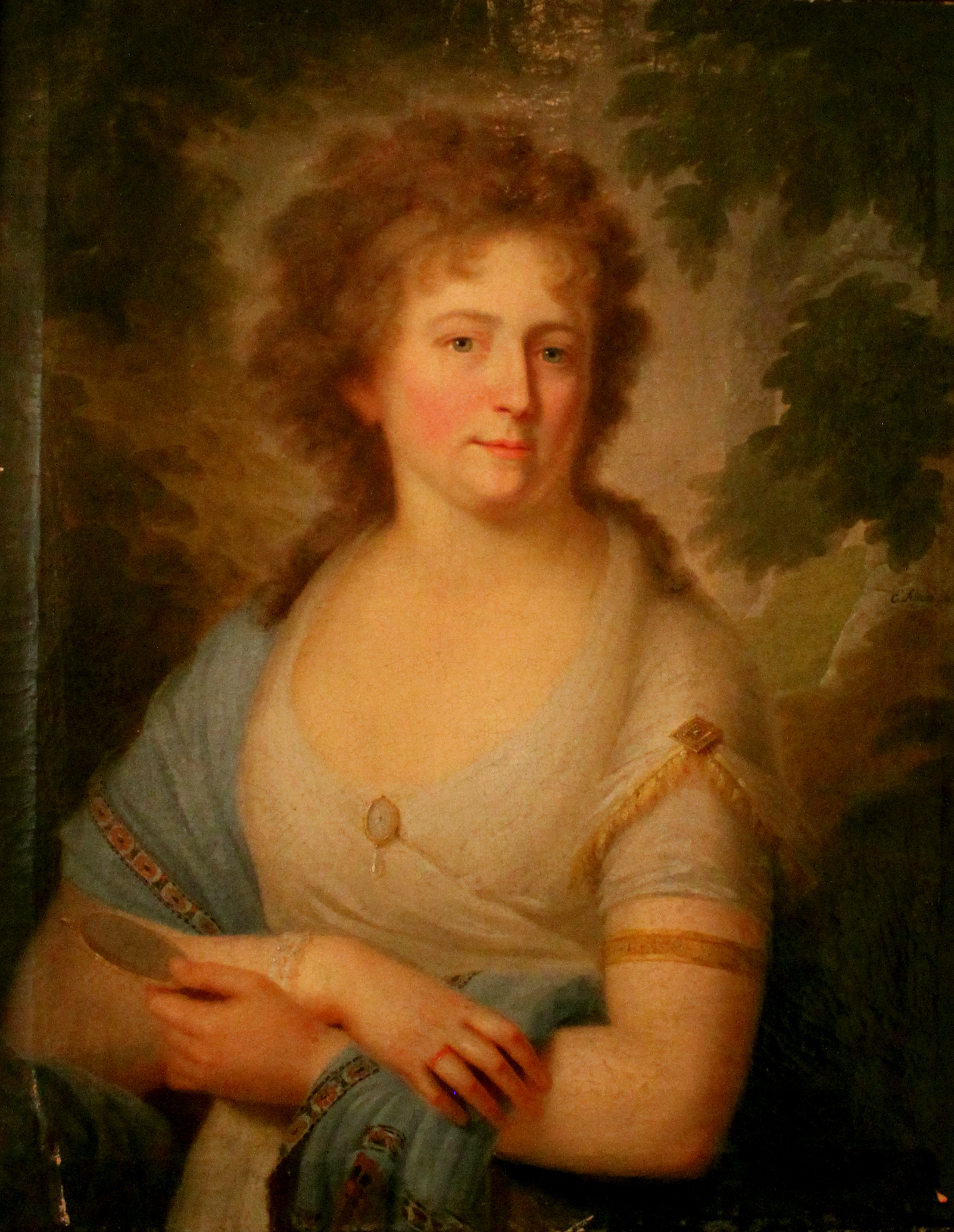
Eduard Joseph d'Alton: Portrét ženy, 19. století
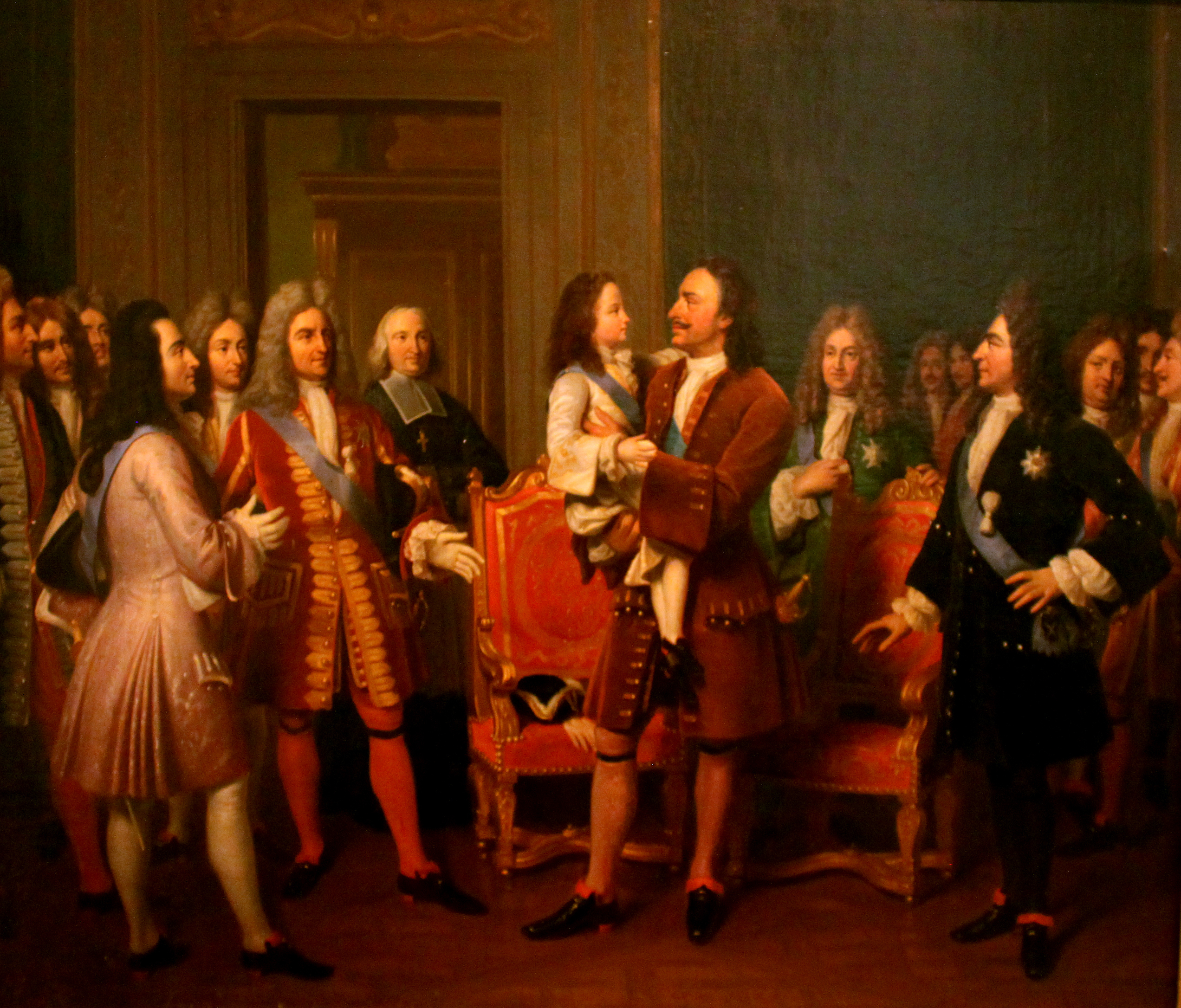
Louis Hersent: Petr Veliký a Ludvík XV.
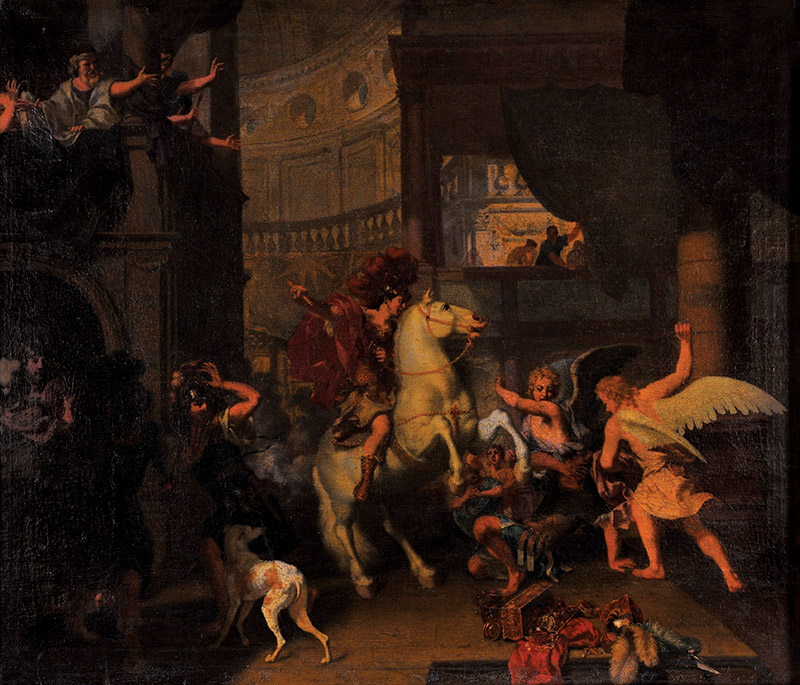
Charles Le Brun: Vyhnání Iliadora
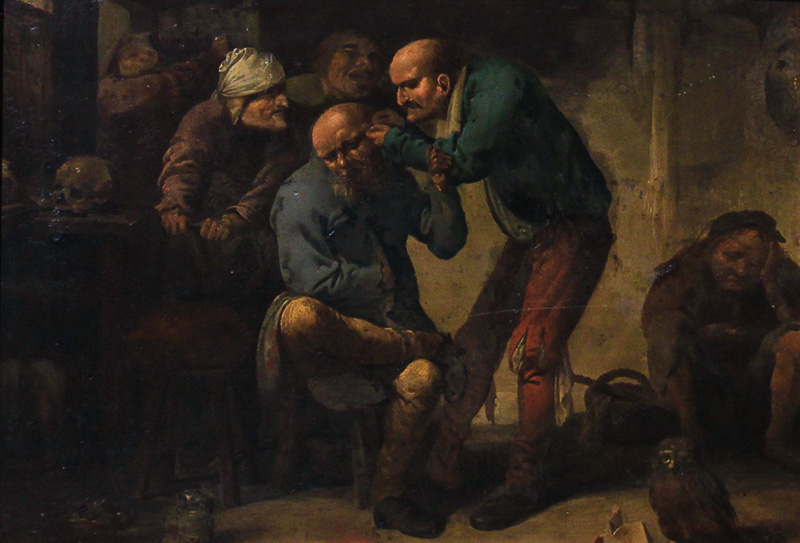
Adriaen Brouwer: Scéna u chirurga, 17. století
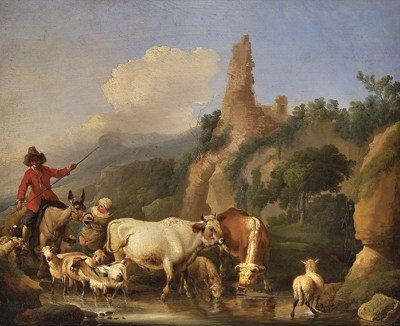
Johann Heinrich Roos: Stádo, 1676
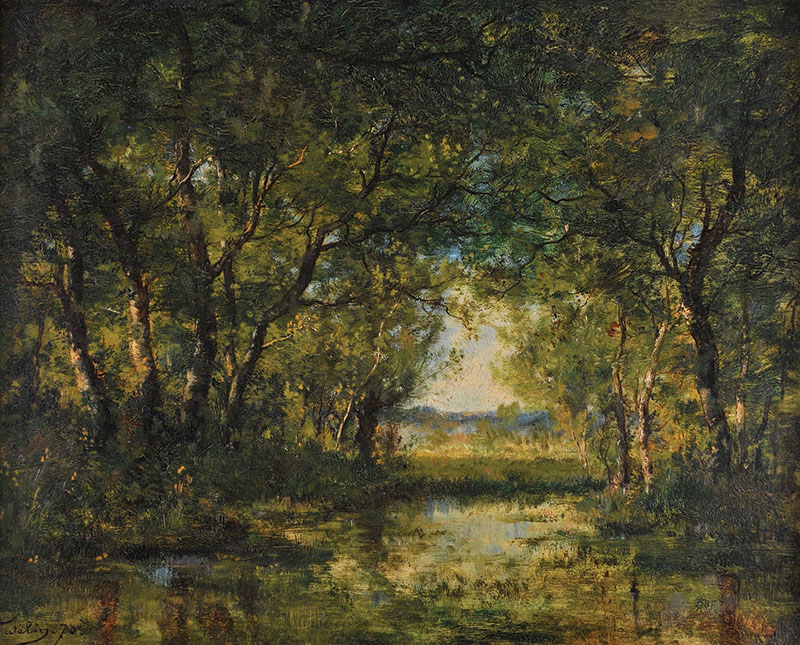
Louis Victor Watelin: Krajina, 1873
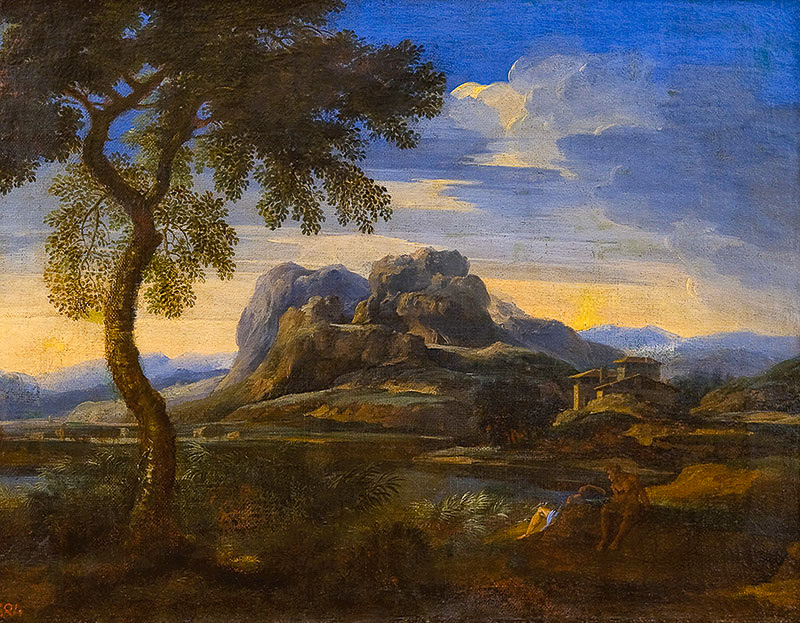
Gaspard Dughet: Krajina
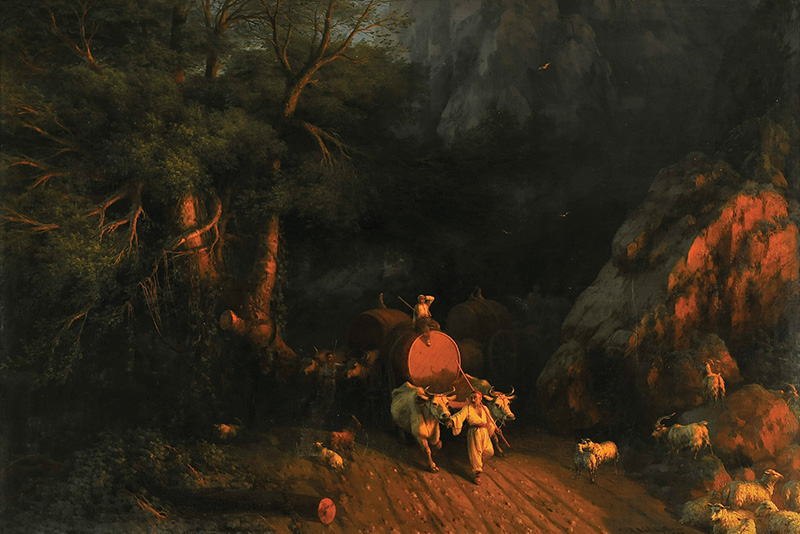
Ivan Ajvazovskij: Cesta v lese, 1857
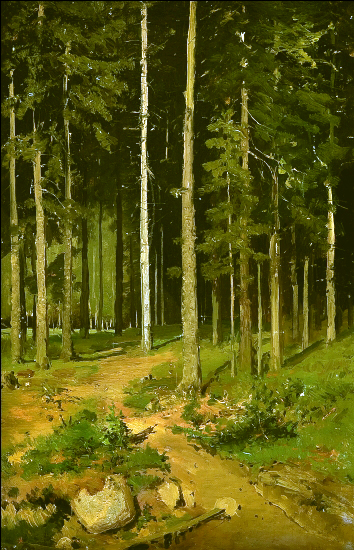
Ivan Šiškin: Cesta v lese
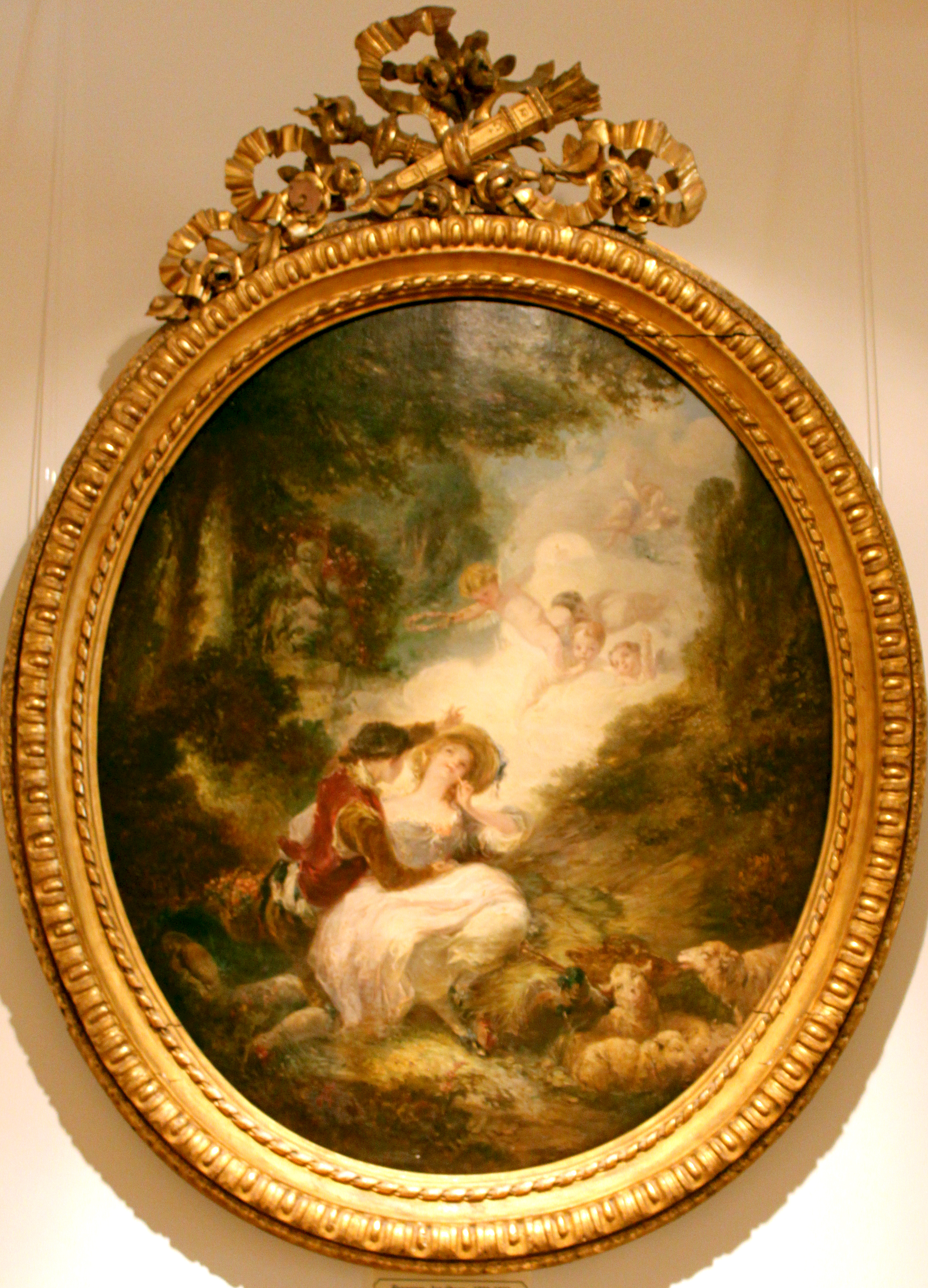
Jean-Honoré Fragonard: Pastorale
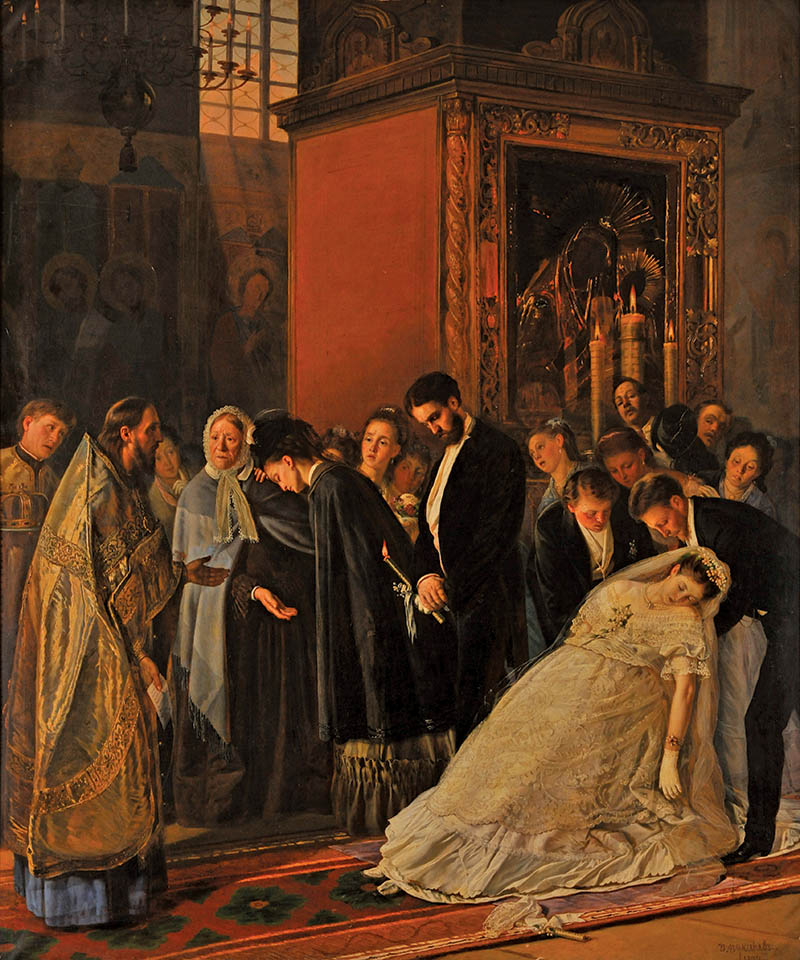
Vasilij Pukirev: Přerušená svatba
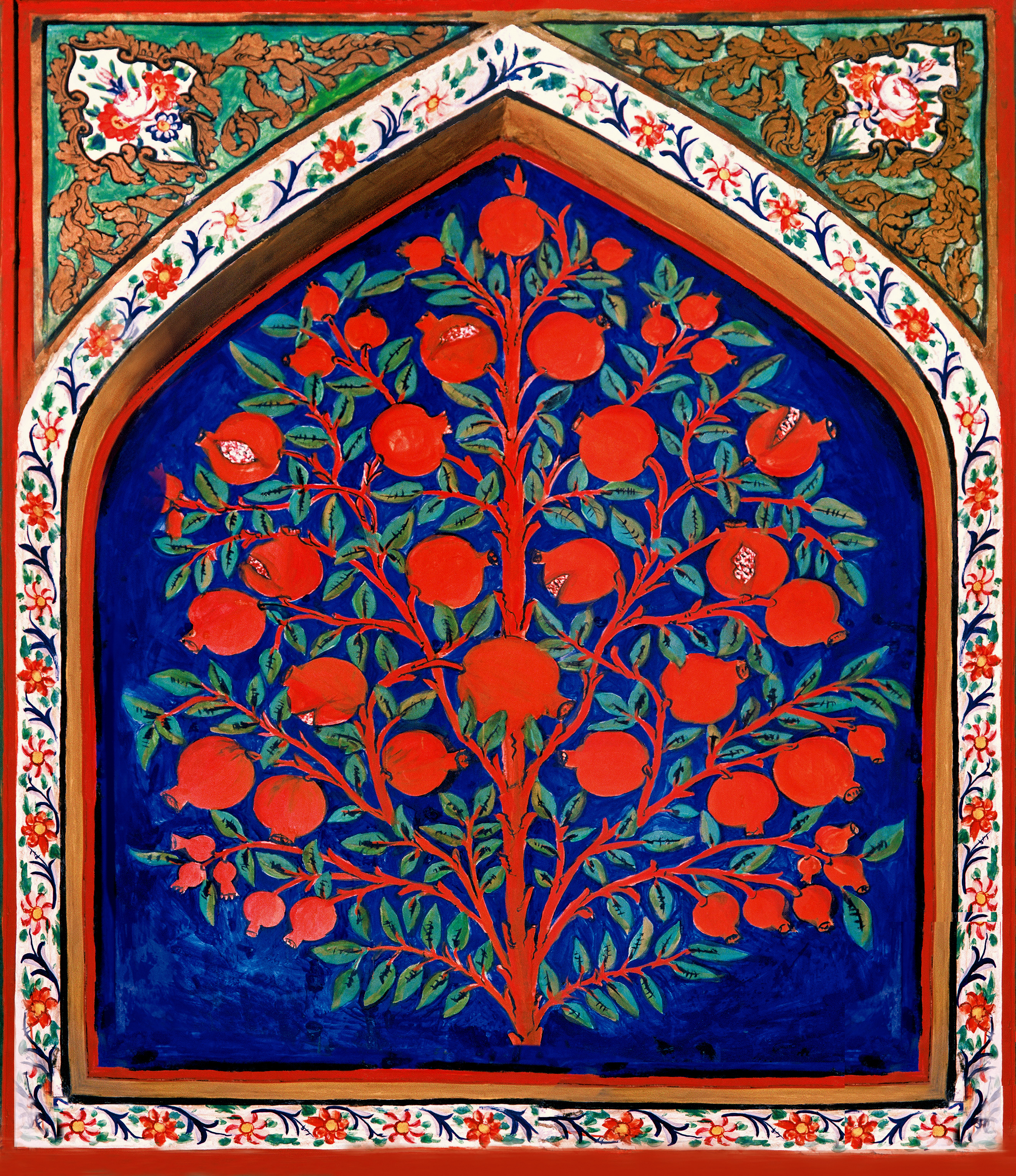
Usta Gambar Karabachi: Strom života
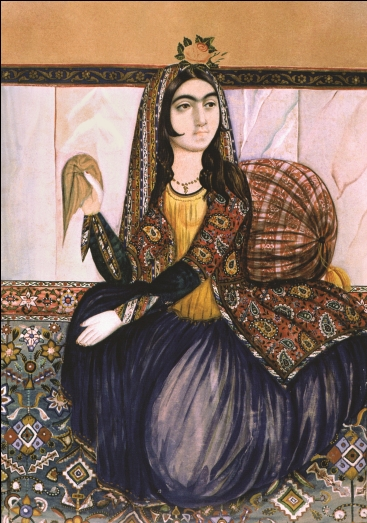
Mirza Kadym Irevani: Portrét sedící ženy, 1870